# Votice
Votice är en stad i Tjeckien.   Den ligger i regionen Mellersta Böhmen, i den centrala delen av landet, 50 km söder om huvudstaden Prag. Votice ligger 498 meter över havet och antalet invånare är 4 461.
Terrängen runt Votice är platt norrut, men söderut är den kuperad. Runt Votice är det ganska glesbefolkat, med 29 invånare per kvadratkilometer. Närmaste större samhälle är Benešov, 16,1 km norr om Votice. Omgivningarna runt Votice är en mosaik av jordbruksmark och naturlig växtlighet.